# Poolbillard-Jugendeuropameisterschaft 1995
Die Poolbillard-Jugendeuropameisterschaft 1995 war die 15. Austragung der von der European Pocket Billiard Federation veranstalteten Jugend-Kontinentalmeisterschaft im Poolbillard. Sie fand in Luxemburg statt.
Ausgespielt wurden die Disziplinen 14/1 endlos, 8-Ball und 9-Ball sowie Mannschafts-Wettbewerbe in den Kategorien Junioren und Schüler. Bei den Juniorinnen wurde lediglich die Disziplin 9-Ball ausgespielt.

## Medaillengewinner
| Disziplin              | Gold                | Silber           | Bronze                         |       |
| ---------------------- | ------------------- | ---------------- | ------------------------------ | ----- |
| Junioren – 14/1 endlos | Marc Holtz          | B. Bardsen       | Cristian Gotemann Niels Feijen | [ 1 ] |
| Junioren – 8-Ball      | S. Bergensen        | T. Joukainen     | Andreas Himmelbauer S. Larsen  | [ 2 ] |
| Junioren – 9-Ball      | Alexander Dremsizis | Alexander Scholz | Andreas Rindler P. Wyssen      | [ 3 ] |
| Junioren-Mannschaft    | Deutschland         | Niederlande      | Finnland Luxemburg             | [ 4 ] |
| Schüler – 14/1 endlos  | Thomas Seiffert     | Thomas Jomne     | Christian Eimer J. Palmqvist   | [ 5 ] |
| Schüler – 8-Ball       | Thorsten Hohmann    | H. van Leeuwendt | A. Schlatte P. Luovavirta      | [ 6 ] |
| Schüler – 9-Ball       | Dirk Reder          | Zoltan Petrovic  | F. Hammero Nick van den Berg   | [ 7 ] |
| Schüler-Mannschaft     | Deutschland         | Finnland         | Österreich Norwegen            | [ 8 ] |
| Juniorinnen – 9-Ball   | Anja Breuers        | Janine Schwan    | Tiziana Cacciamani M. Klein    | [ 9 ] |